# رودولف اشمیت (شیمیدان)
رودولف اشمیت (آلمانی: Rudolf Schmitt; ۵ اوت ۱۸۳۰ – ۱۸ فوریهٔ ۱۸۹۸) شیمیدان اهل پادشاهی ساکسونی بود.